# Jamilu Collins
Jamilu Collins (* 5. August 1994 in Kaduna) ist ein nigerianischer Fußballspieler. Er wird meist als linker Außenverteidiger eingesetzt und steht aktuell bei Cardiff City unter Vertrag.

## Karriere
Zur Saison 2017/18 verließ er Kroatien, wo er ab seinem Wechsel aus Nigeria 2012 lange gespielt hatte, und schloss sich dem SC Paderborn 07 an, nachdem er in einen Probetraining überzeugen konnte. Er erhielt beim SC Paderborn einen Zwei-Jahres-Vertrag. Sein Debüt für den neuen Verein gab er am 1. Oktober 2017 beim Spiel gegen den FSV Zwickau in der 3. Liga und wurde von Trainer Steffen Baumgart über die gesamt Spielzeit eingesetzt und er konnte in der 13. Minute die zwischenzeitliche 1:0-Führung von Sven Michel vorbereiten. Am 14. April 2018 sicherte er sich mit seiner Mannschaft den Aufstieg in die 2. Bundesliga. Mit Paderborn stieg Collins am Ende der Saison 2018/19 sogar in die Erste Bundesliga auf. Dort erzielte er bei der 2:3-Niederlage gegen den FC Bayern München am 6. Spieltag der Saison 2019/20 seinen ersten Bundesligatreffer.
Im Sommer 2022 folgte dann sein Wechsel zum englischen Zweitligisten Cardiff City. Dort absolvierte er die ersten Spiele der neuen Saison 2022/23 jeweils von Beginn an, erlitt jedoch am vierten Spieltag eine Verletzung und fiel den Rest der Saison aus.

### Nationalmannschaft
Am 11. September 2018 debütierte Jamilu Collins beim 2:1-Sieg in Liberia für die nigerianische A-Nationalelf. Bisher absolvierte der Abwehrspieler 26 Länderspiele, einen Treffer gelang im dabei noch nicht. Beim Afrika-Cup 2019 in Ägypten bestritt er drei Partien und belegte mit der Mannschaft am Ende den 3. Platz. Auch beim Afrika-Cup 2022 in Kamerun kam er zu einem Einsatz in der Vorrunde beim 2:0-Sieg über Guinea-Bissau.

## Erfolge
SC Paderborn
- Aufstieg in die 2. Bundesliga: 2018
- Aufstieg in die Bundesliga: 2019

Nationalmannschaft
- 3. Platz beim Afrika-Cup: 2019